# Kestner-Schacht in Nagotna

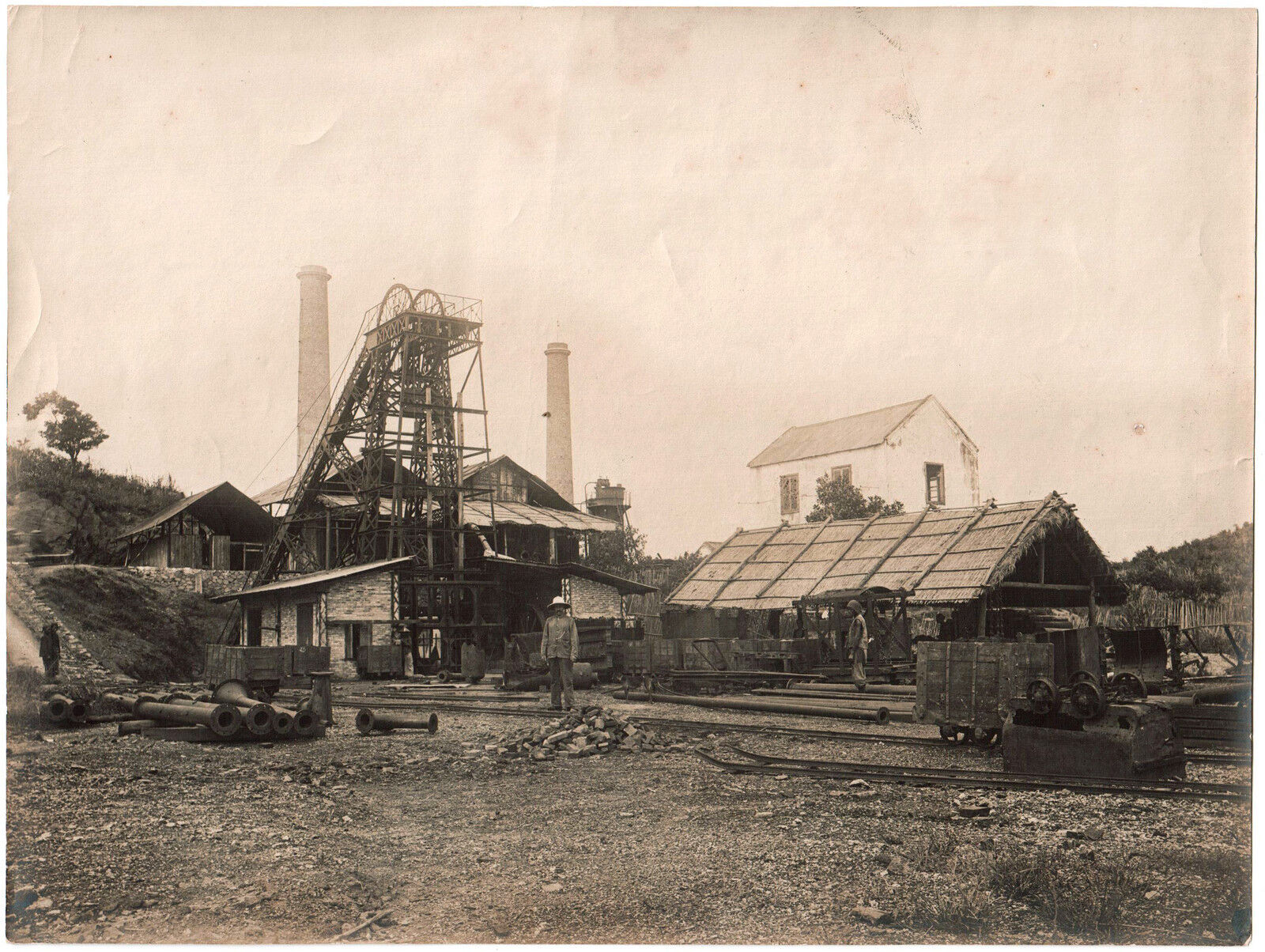
Kestner-Schacht in Nagotna, Vietnam

Der Kestner-Schacht in Nagotna (französisch Puits Kestner à Nagotna) war ein 150 Meter tiefer Schacht eines Kohlebergwerks der Société française des charbonnages du Tonkin an der Halong-Bucht (früher Bucht von Hongay) in Vietnam.

## Geschichte
Die am 28. Mai 1887 an Jean-Auguste-Antoine Bavier-Chauffour (* 25. März 1844 in Zürich) vergebene Konzession von Hongay mit einer Fläche von 15.000 Hektar war in drei Abschnitte unterteilt: Hongay, Hatou und Campha. Die Arbeiten zur Ausbeutung konzentrierten sich um 1892 zunächst auf zwei Stellen: Nagotna im ersten Abschnitt und Hatou in der Mitte des zweiten Abschnitts. In Nagotna wurden mehr als fünfzehn Schichten erkannt, die zwei Bündel bildeten, die durch taubes Gestein von 250 Metern getrennt waren.
In Nagotna gab es zwei 20 bis 25 Meter dicke Kohleschichten mit einer außergewöhnlich großen Ausdehnung. Der Kestner-Schacht in Nagotna konnte etwa 300 Tonnen pro Tag oder 90.000 Tonnen pro Jahr fördern.

## Transport

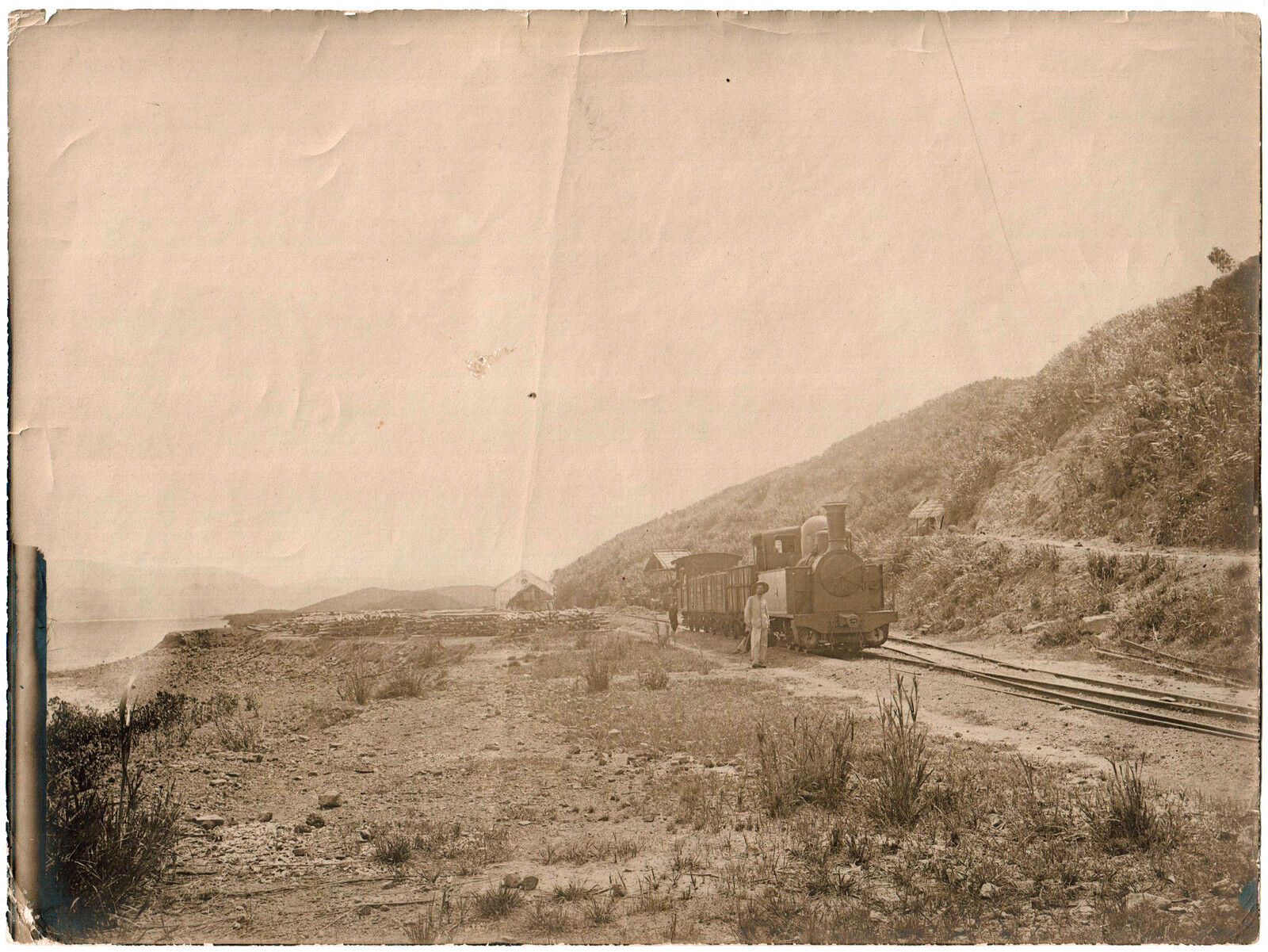
Saint-Léonard-Lokomotive Nr. 921 oder 1318 der Meterspurbahn bei Nagotna

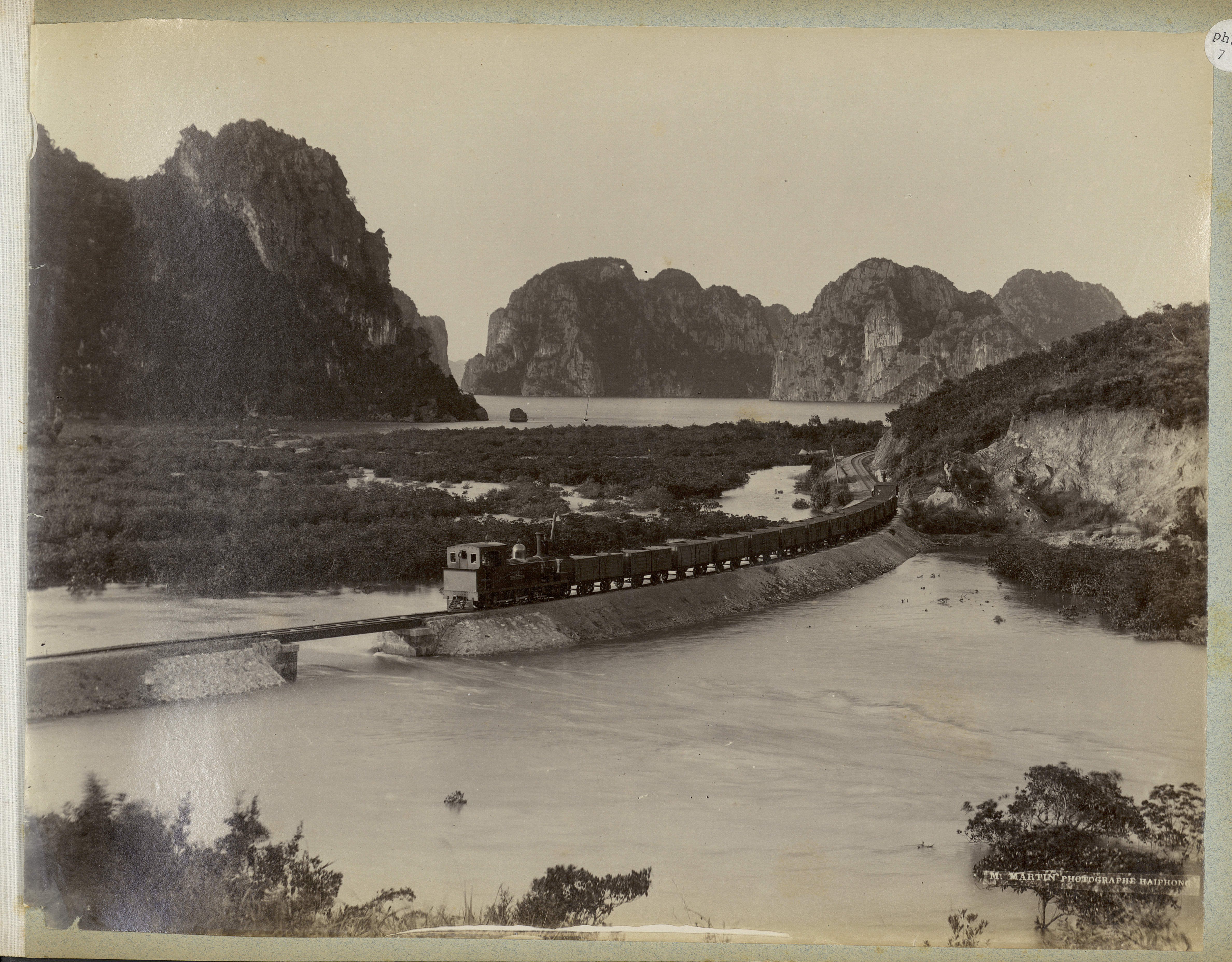
Meterspurbahn vom Bergwerk von Nagotna zum Hafen von Hongay

Eine 5 Kilometer lange Meterspurbahn holte die Kohle an den Mundlöchern der Hauptstollen und am Fördergerüst des Schachts ab und brachte sie zu den Sieb- und Sortierwerkstätten und von dort zu den Anlegestellen, an denen die größeren Schiffe anlegen konnten.